# بلنی گالاپاگوس
بلنی گالاپاگوس (نام علمی: Acanthemblemaria castroi) نام یک گونه از تیره بلنی‌های پرچمی است. این گونه ماهی بوم زاد صخره‌های مرجانی در جزایر گالاپاگوس، در جنوب شرقی اقیانوس آرام است. بیشترین اندازه این گونه ۶ سانتی‌متر است.